# السود (الرياشية)

تعديل مصدري - تعديل

السود هي إحدى قرى عزلة وادي الرياشية بمديرية الرياشية التابعة لمحافظة البيضاء، بلغ تعداد سكانها 146 نسمة حسب تعداد اليمن لعام 2004.